# Bunchy Carter
Alprentice "Bunchy" Carter (12 de outubro de 1942 — 17 de janeiro de 1969) foi um ativista estadunidense. A Carter é creditada a fundação do comitê do Partido dos Panteras Negras na região do Sul da Califórnia. Carter foi baleado e morto por um grupo rival, e é celebrado por seus apoiadores como um mártir no movimento black power nos Estados Unidos. Carter é representado pelo ator Gaius Charles na série de televisão Aquarius.

## Primeiros anos
No começo dos anos 1960 Carter era membro de uma gangue de rua da Avenida Slauson em Los Angeles, eventualmente se tornando membro dos "Renegades", um núcleo duro da gangue, e recebendo o apelido "Prefeito do Gueto". Carter foi condenado por assalto à mão armada e passou quatro anos na prisão Soledad. Enquanto estava preso, recebeu influência da Nação do Islã e dos ensinamentos de Malcolm X, se convertendo ao islã, porém, após um encontro com Eldridge Cleaver, renunciou à religião alegando contradições e foco na luta pela libertação negra. Após ser solto, Carter conheceu Huey Newton, um dos fundadores do Partido dos Panteras Negras, e foi convencido a se filiar ao partido em 1967.

## Comitê dos Panteras Negras no Sul da Califórnia
No começo de 1968, Carter formou o comitê do Partido dos Panteras Negras no Sul da Califórnia e se tornou um líder no grupo. Como todos os comitês do partido, o comitê do Sul da Califórnia estudava política, lia literatura comunista, e recebia treinamento em armas de fogo e primeiros socorros. Eles também começaram o programa "Café de Manhã de Graça para Crianças" que providenciava comida para as crianças carentes da comunidade. O comitê foi um sucesso, ganhando 50–100 novos membros por semana em abril de 1968. Membros notáveis incluíam Elaine Brown e Geronimo Pratt. Os Panteras Negras foram chamados de "a maior ameaça à segurança interna do país" pelo diretor do FBI J. Edgar Hoover e o partido foi alvo da operação secreta do FBI conhecida como COINTELPRO. Como posteriormente revelado em um depoimento no Senado, o FBI trabalhou com o Departamento de Polícia de Los Angeles para perseguir e intimidar os membros do partido.
Em 1968 e 1969, várias detenções falsas e buscas sem mandado foram documentadas, e muitos membros foram mortos em desentendimentos com a polícia. O programa "Café de Manhã de Graça para Crianças", escreveu Hoover em um memorando interno do FBI em maio de 1969, "representa a melhor e mais influente atividade do Partido e, como tal, é potencialmente a maior ameaça aos esforços das autoridades para neutralizar o Partido e destruir o que ele representa." O programa foi efetivamente interrompido por prisões diárias dos membros; no entanto, essas acusações eram geralmente descartadas em uma semana. No final de 1969, Hoover enviou ordens para escritórios de campo do FBI: "explorar todas as possibilidades de criar dissensões dentro das fileiras do PPN", e "submeter medidas de contra-inteligência imaginativas e contundentes destinadas a enfraquecer o PPN". No Sul da Califórnia, os Panteras Negras também eram rivais de um grupo nacionalista negro conhecido como Organization Us (geralmente chamado de "US"), fundado por Ron Karenga. Os grupos tinham objetivos e táticas muito diferentes, mas frequentemente se viam competindo por potenciais recrutas. Essa rivalidade chegou ao auge em 1969, quando os dois grupos apoiaram candidatos diferentes para chefiar o Centro de Estudos Afro-Americanos da UCLA. 

## Tiroteio na UCLA em 1969
Durante uma reunião do Sindicato de Estudantes Negros no Campbell Hall da UCLA em 17 de janeiro de 1969, Bunchy Carter e outro membro do Partido dos Panteras Negras, John Huggins, foram ouvidos fazendo comentários depreciativos sobre Ron Karenga, o líder da Organização US. Outros relatos mencionam uma discussão acalorada entre os membros da US e a pantera Elaine Brown. Durante a briga que se seguiu, Carter e Huggins foram mortos a tiros.
Os membros do PPN originalmente insistiram que o evento era um assassinato planejado, alegando que havia um acordo prévio de que nenhuma arma seria trazida para a reunião, que os membros do PPN não estavam armados e que os membros da US liderados por Karenga estavam. Os membros da Organization Us disseram que a reunião foi um evento espontâneo. O ex-vice-ministro da defesa do PPN, Geronimo Pratt, chefe de segurança de Carter na época, declarou mais tarde que, em vez de uma conspiração, o incidente na UCLA foi um tiroteio espontâneo. A pessoa que supostamente atirou em Carter e Huggins, Claude Hubert, nunca foi encontrada. Durante as audiências do Comitê da Igreja em 1975, surgiram evidências de que, sob as ações da operação COINTELPRO do FBI, os agentes do FBI tinham inflamado deliberadamente as chamas da divisão e da inimizade entre o PPN e a Organização US. Ameaças de morte e caricaturas humilhantes criadas pelo FBI foram enviadas a cada grupo, feitas para parecer como se tivessem se originado com o outro grupo, com a intenção explícita de incitar violência e divisão mortais.
Após o incidente da UCLA, os irmãos George e Larry Stiner e Donald Hawkins entregaram-se à polícia, que havia emitido mandados de prisão para as suas detenções. Eles foram condenados por conspiração para cometer assassinato e duas acusações de homicídio em segundo grau, com base no testemunho dado pelos membros do PPN. Os irmãos Stiner receberam penas de prisão perpétua e Hawkins cumpriu pena na Youth Authority Detention, na Califórnia. Os Stiners escaparam de San Quentin em 1974. George Stiner não foi recapturado. Larry Stiner sobreviveu como fugitivo por 20 anos, vivendo no Suriname. Ele se rendeu em 1994 para tentar negociar ajuda para seus filhos destituídos no Suriname, sendo imediatamente devolvido a San Quentin para cumprir sua sentença de prisão perpétua. Seus filhos permaneceram em circunstâncias precárias e empobrecidas por onze anos, até que puderam vir para os EUA em 2005.

## Consequências
A polícia de Los Angeles respondeu ao ataque invadindo um apartamento usado pelos Panteras Negras e prendendo 75 membros, incluindo toda a liderança remanescente do comitê, sob a acusação de conspirar para assassinar membros da US em retaliação (Estas acusações foram posteriormente retiradas). Essa reação alimentou alegações de que os US estavam sendo usados pelo FBI para atacar os Panteras Negras. Mais tarde, em 1969, dois outros membros do PPN foram mortos e outro foi ferido por membros dos EUA.
O Sindicato de Estudantes Negros da UCLA ficou chocado e devastado pelos assassinatos e deixou de operar efetivamente no campus por vários anos. Richard Held foi promovido a agente especial encarregado do escritório de São Francisco. Nos anos seguintes à morte de Carter e Huggins, o Partido dos Panteras Negras tornou-se mais desconfiado de pessoas de fora do partido e tornou-se mais focado na defesa do que em melhorar a comunidade. O grupo foi mais marginalizado e oficialmente dissolvido em 1982. Bunchy Carter teve um filho que nasceu em abril de 1969, depois do assassinato de Carter. Seu filho, coincidentemente, frequentou a Universidade Estadual da Califórnia em Long Beach (1987-1992), enquanto Ron Karenga era o presidente do Departamento de Estudos Negros.